# Parabole du trésor caché

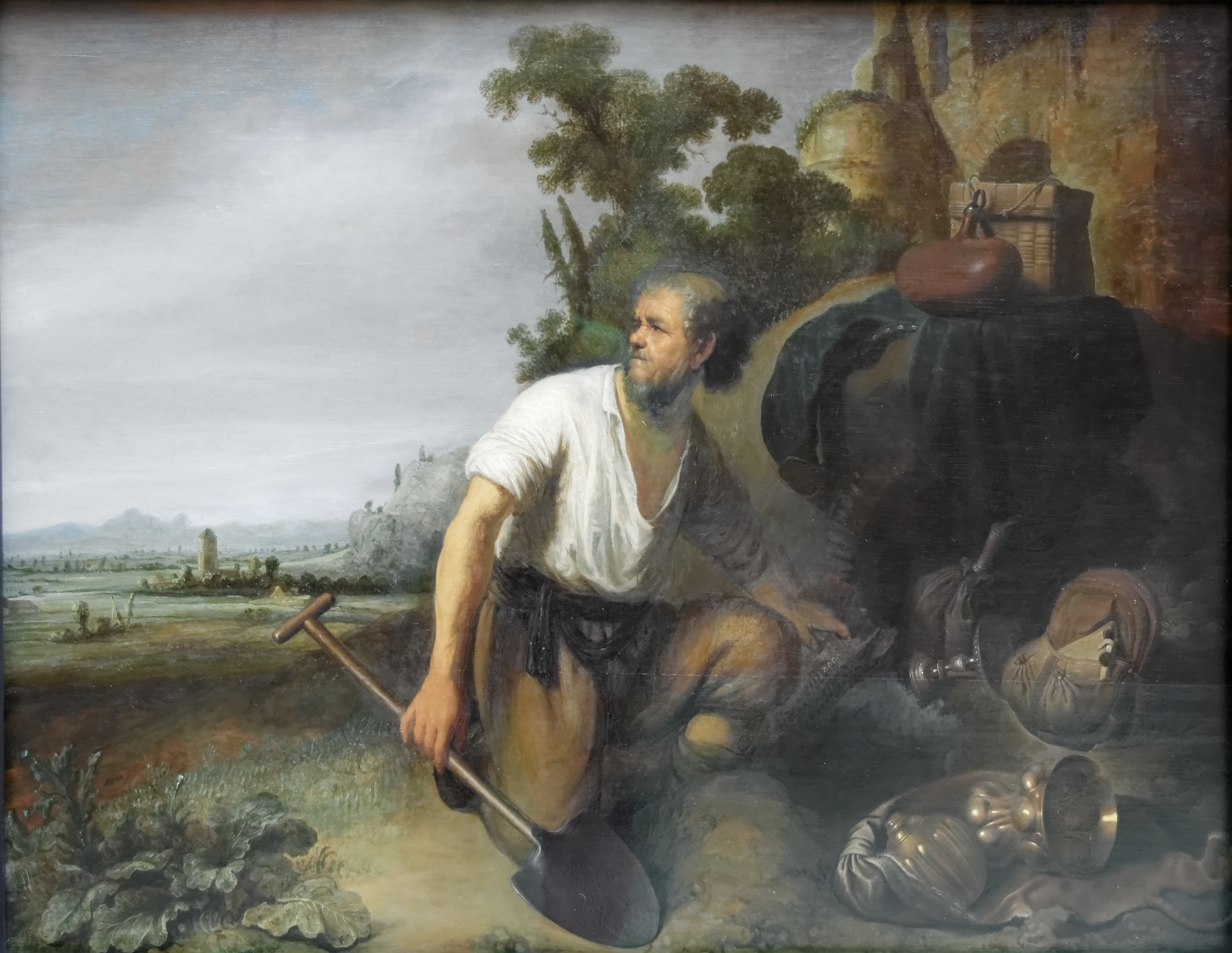
Parabole du trésor caché, Rembrandt. Collection Esterhazy, Musée des beaux-arts de Budapest

La parabole du trésor caché est une parabole prononcée par Jésus-Christ, telle que nous la rapporte l'Évangile selon Matthieu Mt 13. 44. Elle illustre la grande valeur du Royaume des Cieux et précède immédiatement la parabole de la perle. Ces deux paraboles ont inspiré nombre d'artistes, comme Rembrandt.

## Texte
- Saint Matthieu[1] : Le Royaume des Cieux est semblable à un trésor caché dans un champ. L'homme qui l'a trouvé le cache et, dans sa joie, il s'en va et met en vente tout ce qu'il a, et il achète ce champ.

## Interprétation
Le trésor caché, ce sont les Évangiles pour Jean Chrysostome . Le plus important pour un homme est d'avoir la foi. Mais pas en la laissant seule, mais en la nourrissant d'actes qui suivent les valeurs défendues par Jésus comme la charité, le pardon, et surtout rester à l'écoute, spécifie-t-il. Il parle de cela en citant une autre métaphore : la parabole du filet.